# Dassault Mercure
El Dassault Mercure fue un avión comercial birreactor de fuselaje estrecho fabricado por la compañía francesa Dassault Aviation entre 1971 y 1975, aunque el proyecto se remonta al año 1967, cuando la compañía, apoyada por el gobierno francés, se propuso crear un competidor con un tamaño algo mayor para el estadounidense Boeing 737, pero con una estética similar. Debido a la escasa autonomía del modelo, únicamente fue encargado por la compañía francesa Air Inter, que realizó un pedido de 10 unidades, que los recibió entre 1974 y 1975; años después, en 1985, recibiría también el segundo de los dos prototipos fabricados por Dassault.

## Diseño y desarrollo
En 1967 la compañía Dassault Aviation decidió fabricar un competidor para el Boeing 737 con el respaldo del gobierno francés, con la intención de hacerse un hueco en el segmento que ese avión ocupaba, pero con algo más de capacidad –140 asientos– frente a los 100 asientos del Boeing 737-100 y los 115 del 737-200, variantes en aquel entonces en producción, y además siendo más veloz. Además, este proyecto sería una oportunidad para Dassault de mostrar en el mercado civil el conocimiento que había adquirido después de muchos años construyendo aviones de combate como el MD 450 Ouragan, el MD 452 Mystère II, el MD 454 Mystère IV, el Super Mystère o el Mirage III.
El junio de 1969 una maqueta a tamaño real del Mercure, entonces denominado Mercure 100, fue presentada durante el Exhibición aérea de París en el aeropuerto de Le Bourget. El 4 de abril de 1971, el primer prototipo (número 01) fue presentado en la planta que la compañía tenía en Merignac, cerca de Burdeos. Días después, el 28 de mayo, realizó su primer vuelo. El segundo prototipo realizó su primer vuelo el 7 de septiembre de 1972, y el 19 de julio de 1973 lo hizo el primer Mercure de producción.
La compañía Dassault trató de atraer a las principales compañías aéreas y algunas regionales con su producto, aunque pocas mostraron algo de interés inicialmente, siendo la francesa Air Inter la que realizó el primer pedido el 30 de enero de 1972 -y que acabaría siendo el único-. Esta falta de interés se debe a varios factores, entre los que destaca la devaluación del dólar estadounidense y la crisis del petróleo de los años 1970, pero principalmente se debió a la escasa autonomía del Mercure, que fue diseñado para realizar rutas nacionales europeas, pero no era capaz de volar más allá, ya que con la carga máxima, su autonomía se limitaba a 1.700 km.
Tras el fracaso comercial del Mercure, la compañía comenzó a desarrollar una nueva versión, que recibió la denominación Mercure 200, con la colaboración de Air France. Con este nuevo modelo se pretendía transportar a 140 pasajeros a una distancia de 2.200 km. Este desarrollo atrajo el interés inicial de varias compañías estadounidenses, pero sin embargo, debido a que los costes del proyecto fueron muy elevados, acabó cancelándose sin haberse construido ninguna unidad.

## Historia operacional

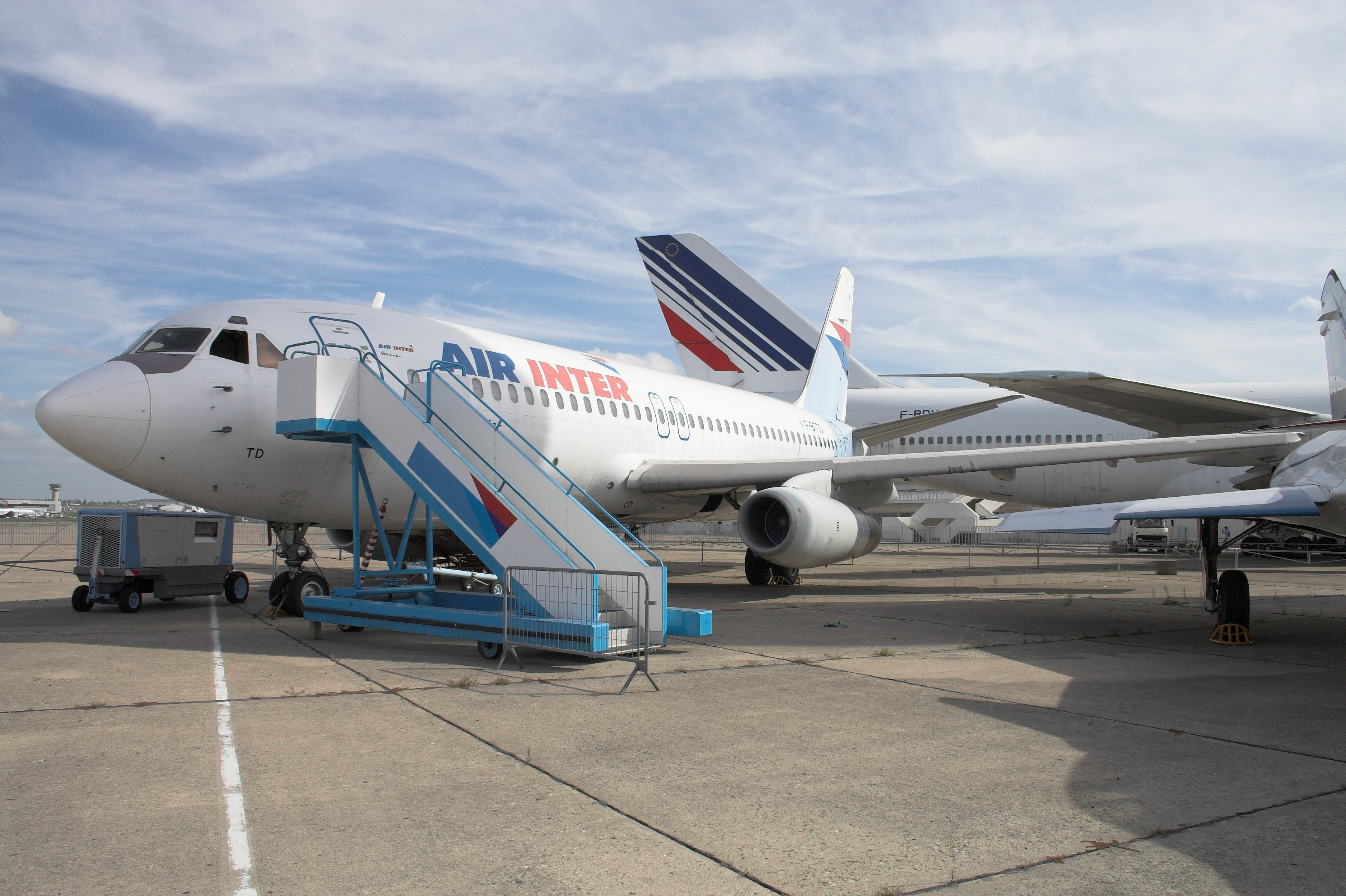
Dassault Mercure expuesto en el Museo del Aire y del Espacio, ubicado en Le Bourget (a unos 10 km al este de París, Francia).

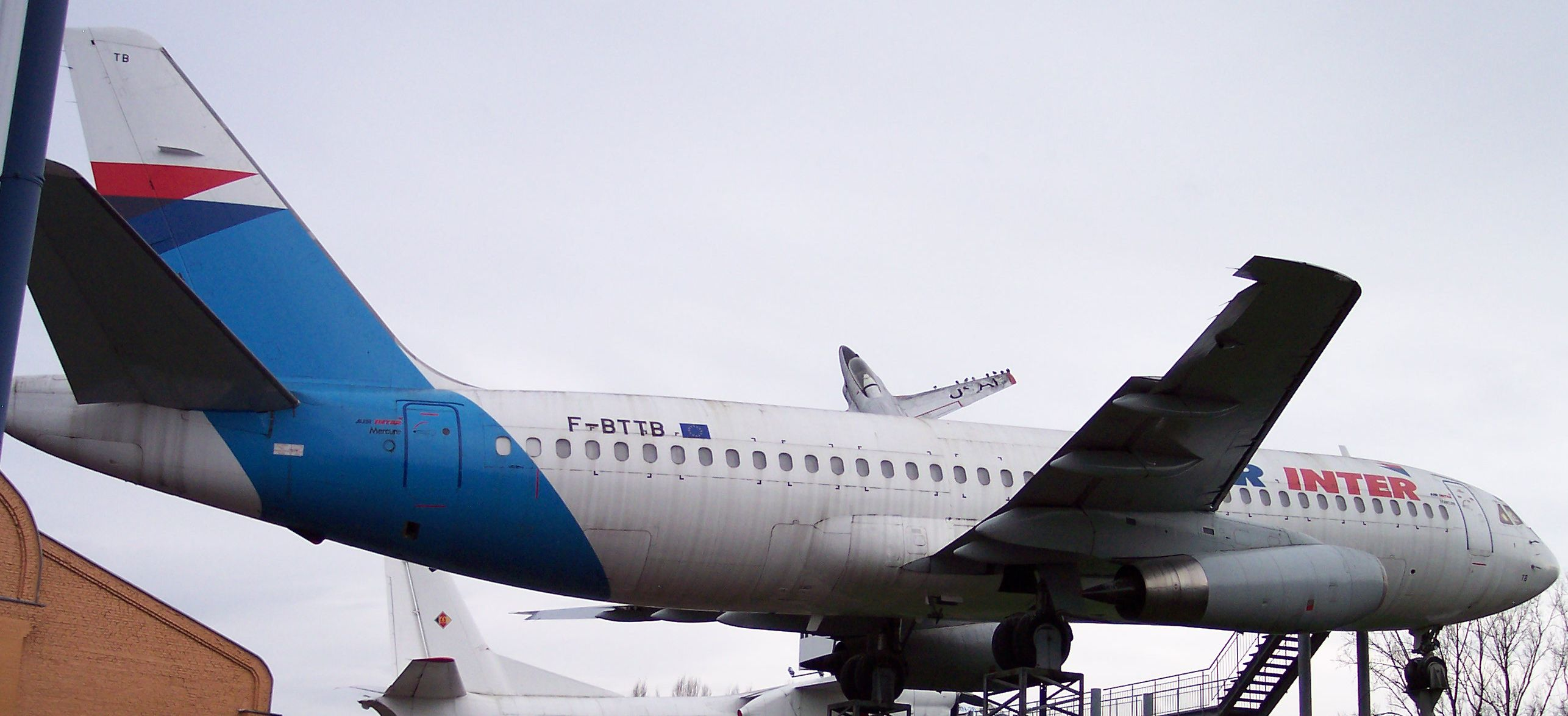
Dassault Mercure expuesto en el Museo de Tecnología de Espira (Espira, Alemania).

La compañía Dassault Aviation tenía la esperanza de recibir 300 pedidos del Mercure, que serían entregados hasta finales de 1979, teniendo un punto muerto situado entre las 125 y 150 unidades, a partir del cual empezarían a obtener beneficios. Para ello, Dassault creó cuatro plantas de producción dedicadas específicamente al programa Mercure: Martignas (cerca de Burdeos), Poitiers, Istres y Seclin (cerca de Lille). La compañía canadiense Canadair fue una de las pocas subcontratistas que participaron en el desarrollo del avión. También la española Construcciones Aeronáuticas S.A. (CASA) colaboró en la construcción de fuselajes en las instalaciones que esta tiene en Tablada, al sur de Sevilla.
El 30 de enero de 1972, Air Inter realizó un pedido de 10 unidades, que fueron entregadas entre el 30 de octubre de 1973 y el 13 de diciembre de 1975. Debido a la ausencia de más pedidos, la línea de producción del avión se cerró el 15 de diciembre de 1975, con un total de 2 prototipos y 10 aviones producidos. Uno de los prototipos (número 02) finalmente fue reformado y adquirido por Air Inter para incorporarlo a su flota, después de una petición realizada el 11 de julio de 1983, y finalmente entregado en 1985.
El 29 de abril de 1995 los dos últimos Mercure en servicio realizaron su último vuelo comercial, teniendo en su haber el modelo 360.000 horas de vuelo, habiendo transportado a 44 millones de pasajeros en 440.000 vuelos, todos ellos sin accidentes, y con un 98% de fiabilidad en su servicio.

## Variantes
Mercure 100
Versión con capacidad para 124-150 pasajeros, y equipado con motores Pratt & Whitney JT8D-15. Se construyeron 10 ejemplares de serie y los dos prototipos.
Mercure 200
Versión que no se llegó a construir, con una capacidad prevista para 186 pasajeros, y que hubiera ido equipado con motores SNECMA CFM56.

## Operadores
Francia
- Air Inter: operó los 10 Mercure fabricados de serie, y el segundo prototipo (número 02) reformado.[3]
- École Supérieure des Métiers de l'Aéronautique: utilizó el quinto Mercure de producción para la enseñanza en tierra de sus alumnos.

## Especificaciones

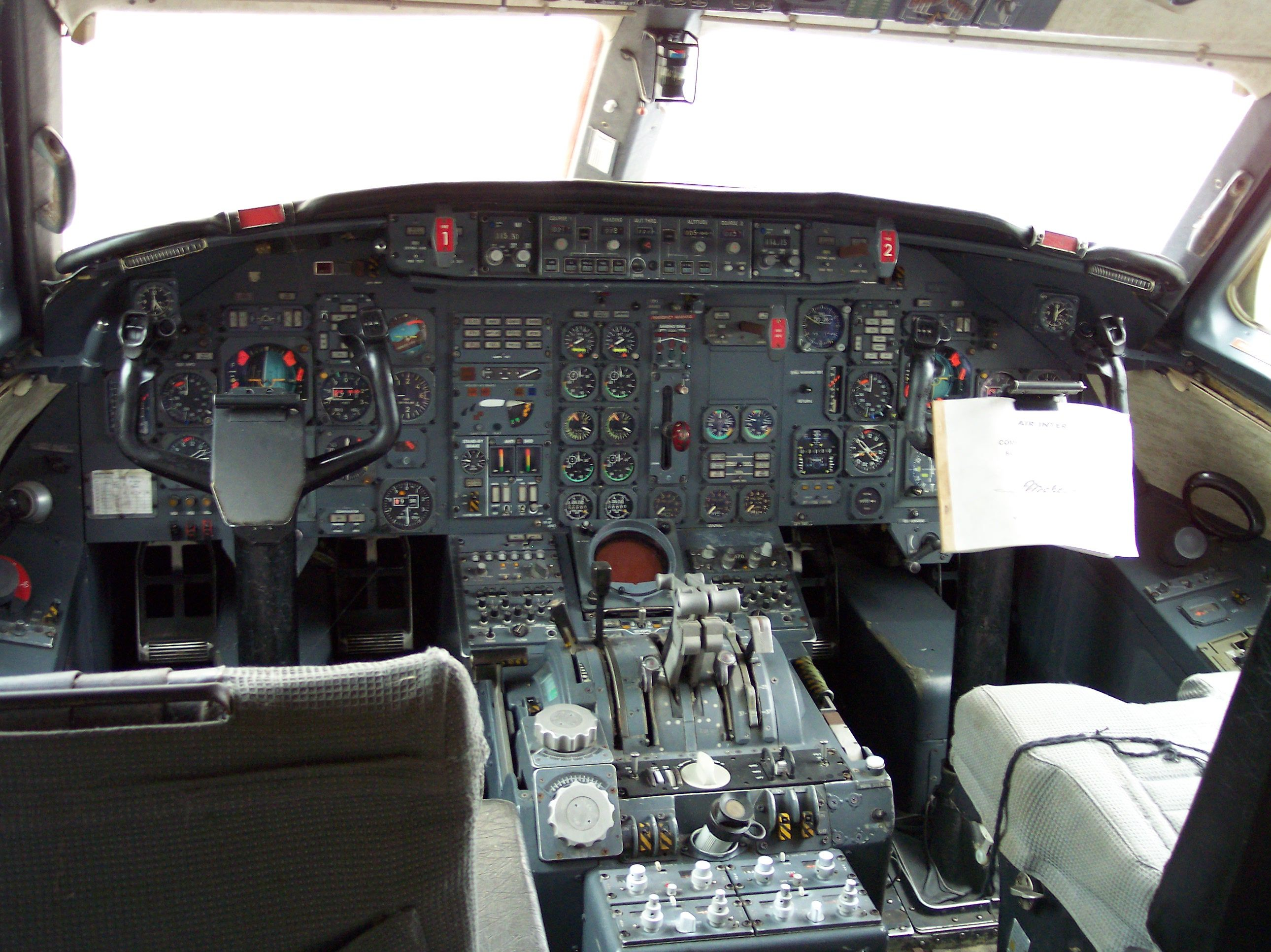
Cabina del Dassault Mercure.

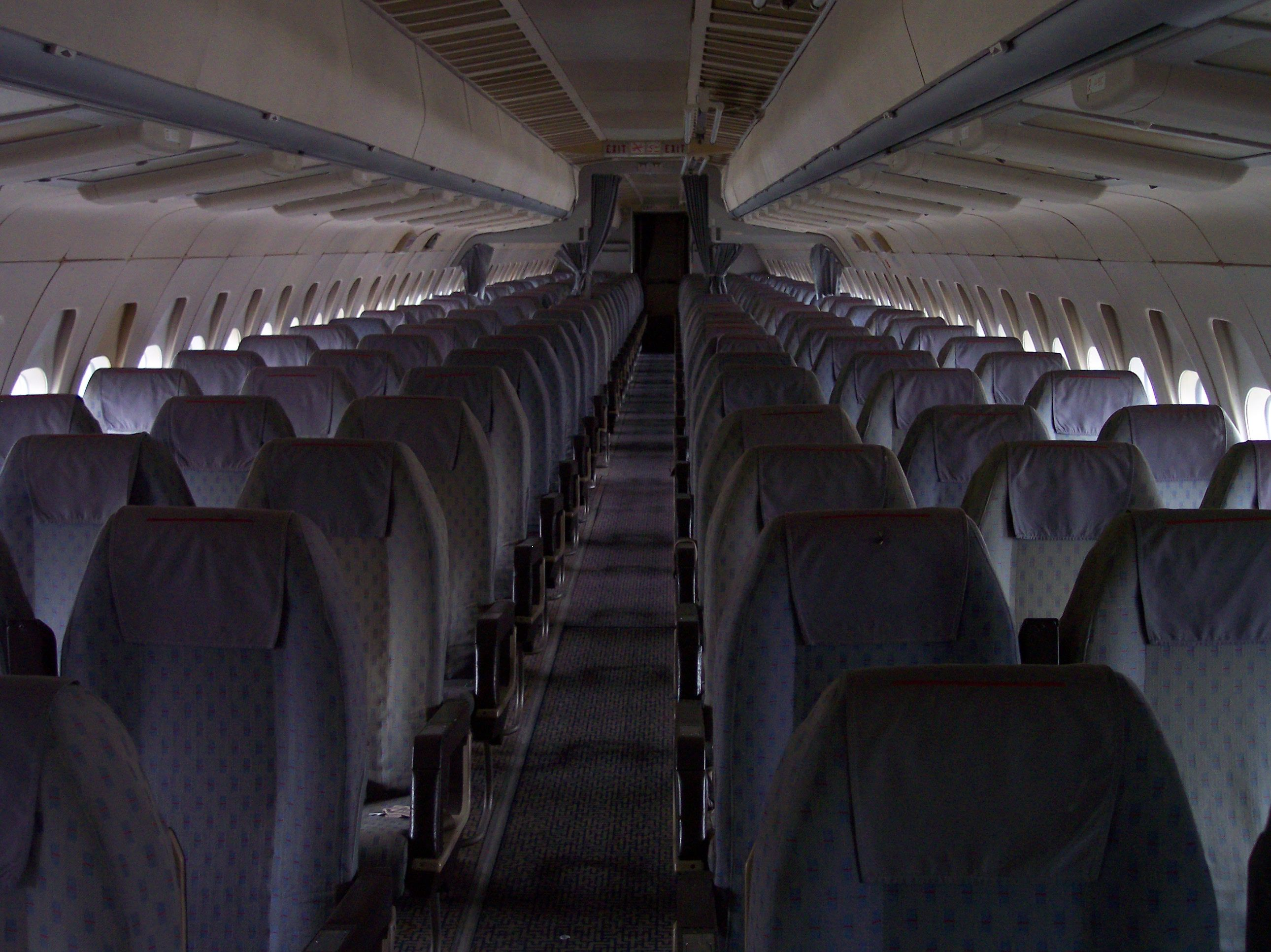
Interior del Dassault Mercure.

### Características generales
- Tripulación: 3 (piloto, copiloto e ingeniero de vuelo)
- Capacidad: 150 pasajeros
- Longitud: 34,84 m
- Envergadura: 30,55 m
- Altura: 11,35 m
- Superficie alar: 116 m²
- Peso vacío: 31.800 kg
- Peso máximo al despegue: 56.500 kg
- Planta motriz: 2× turbofán Pratt & Whitney JT8D-15.
  - Empuje normal: 68,9 kN 15.500 lbf de empuje cada uno.

### Rendimiento
- Velocidad máxima operativa (Vno): 925 km/h 540 mph
- Velocidad crucero (Vc): 870 km/h 578 mph
- Alcance: 1.700 km 1.100 mi
- Techo de vuelo: 12.000 m 39.000 pies
- Régimen de ascenso: 16,7 m/s 3.300 pies/min

### Aeronaves similares
- Boeing 737
- McDonnell Douglas DC-9
- McDonnell Douglas MD-80
- Airbus A320
- Tupolev Tu-154M
- Yakovlev Yak-42D

### Listas relacionadas
- Aviones civiles de Dassault Aviation: Falcon 7X • Falcon 10 • Falcon 20 • Falcon 30 • Falcon 50 • Falcon 100 • Falcon 200 • Falcon 900 • Falcon 2000 • Mercure • Mystère 10 • Mystère 20